# Acacia pycnantha
Acacia pycnantha är en ärtväxtart som beskrevs av George Bentham. Acacia pycnantha ingår i släktet akacior, och familjen ärtväxter. Inga underarter finns listade i Catalogue of Life.

## Bildgalleri

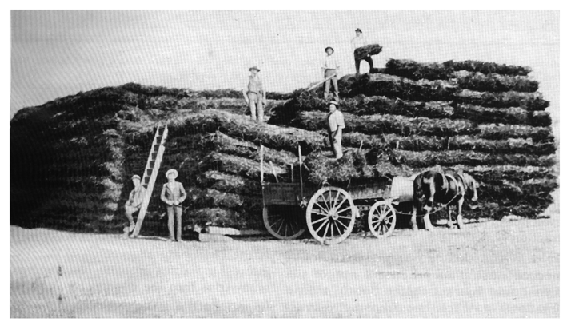
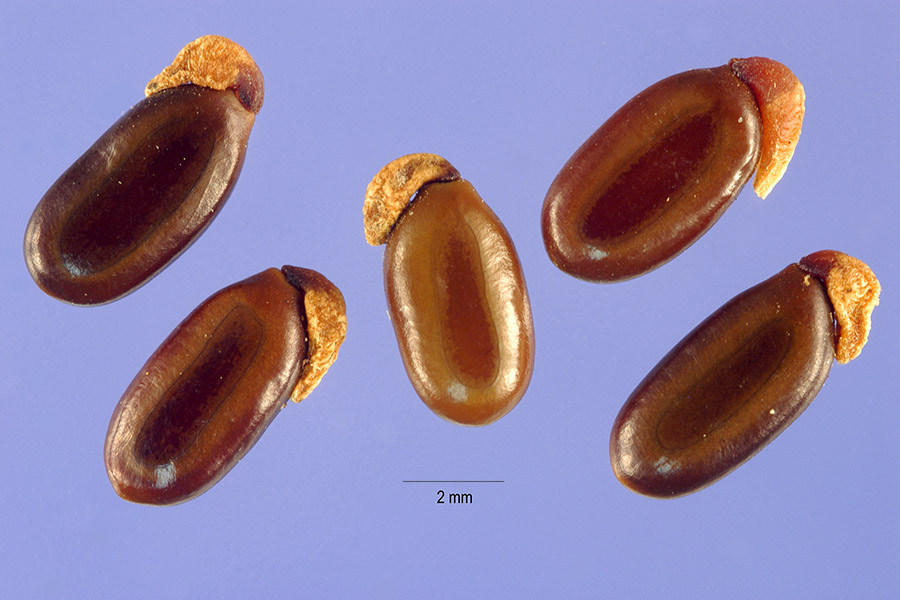
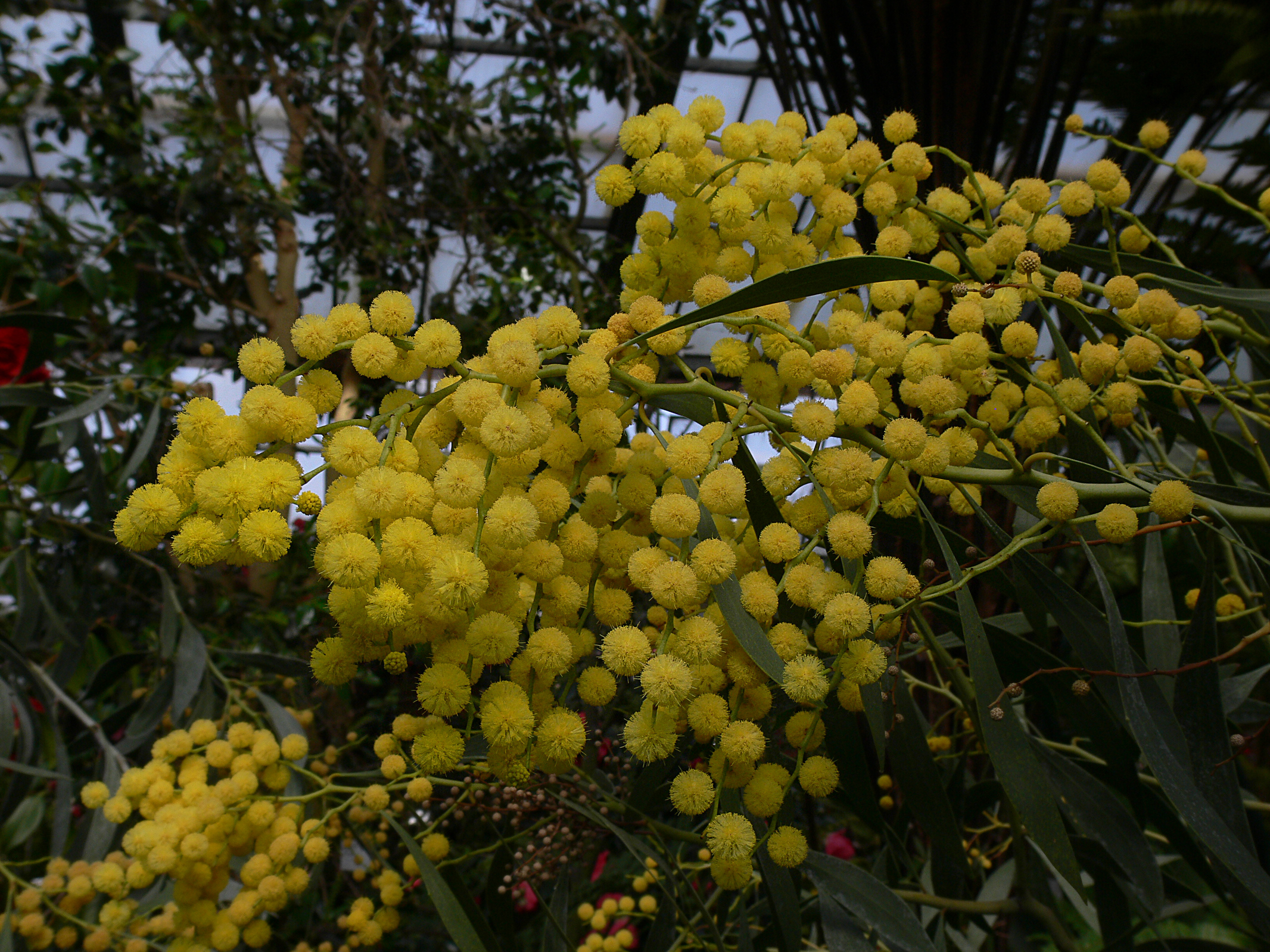
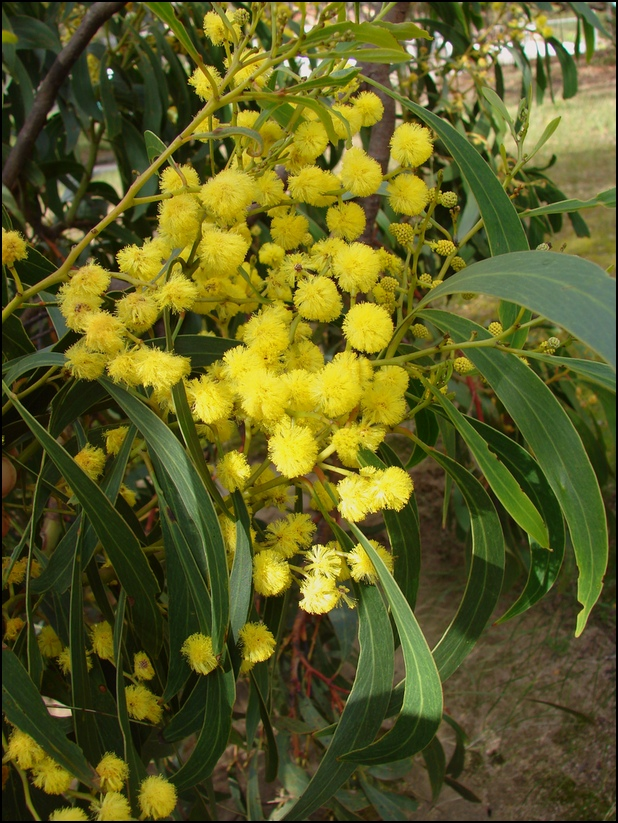
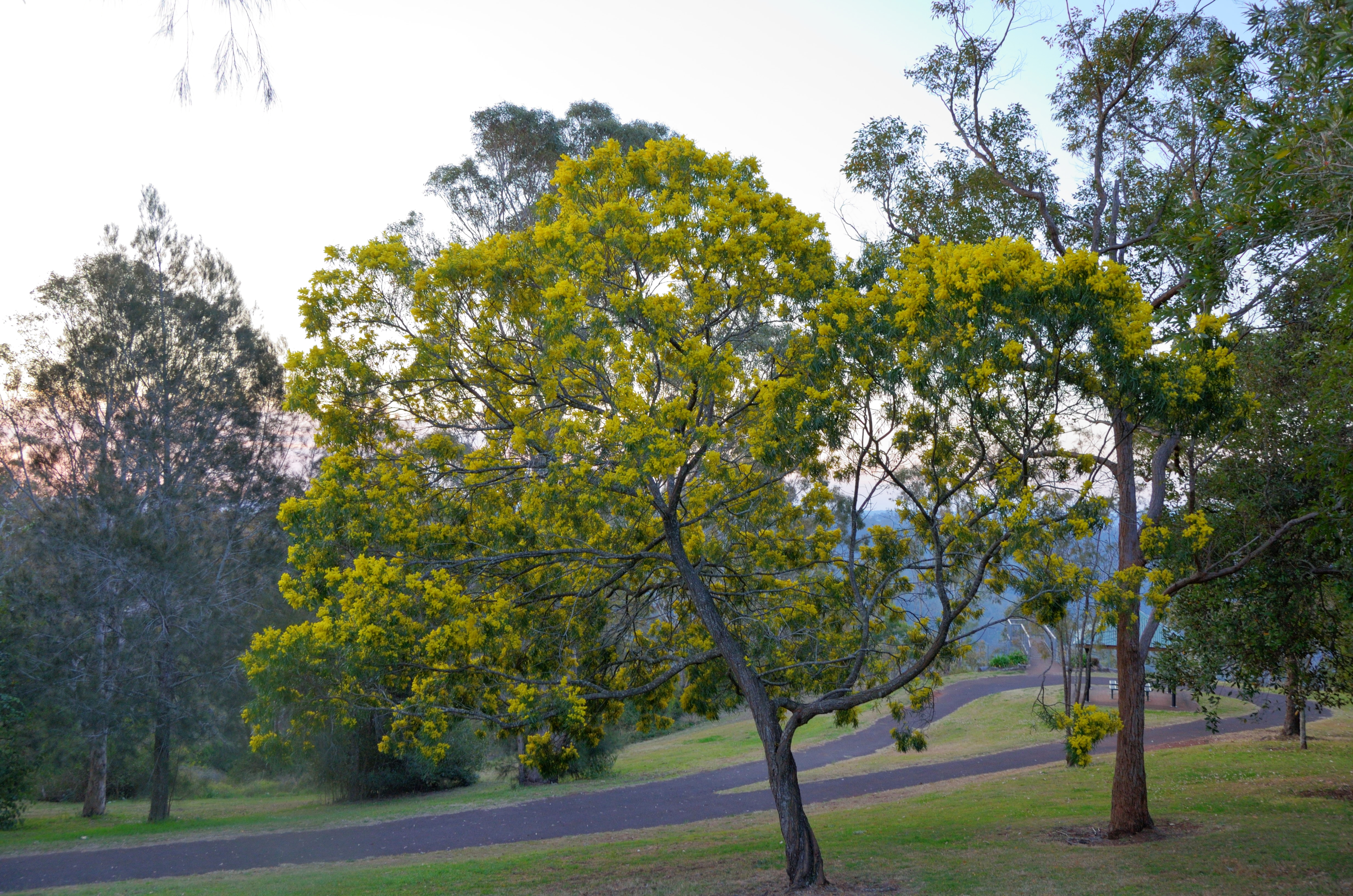